# Havana (konijn)
De havana is een Nederlands konijnenras dat eind negentiende eeuw bij toeval is ontstaan.
Het kwam in 1898 voor het eerst voor in een nestje van een grijsblauwe voedster van de fokker de heer Honders uit Ingen. Deze konijntjes trokken de aandacht van de Utrechtse fokkers Muyser en Van de Horst en keurmeester Jacobs. Het zijn donkerbruine, middelgrote konijnen met witte vlekken en een vuurgloed in de ogen.
Het was aan het begin moeizaam, maar uiteindelijk is het ze gelukt deze mutatie te behouden. Dat deden ze door de enige overgebleven ram uit het nestje van de heer Honders te kruisen met een zwarte Rus voedster. Dit eerste nestje had een zwarte kleur, maar toen zij een zwarte voedster uit dit nest terug kruisten met de vader van het eerste nest kregen zij weer eenkleurig bruine dieren met een vuurgloed in de ogen. Men noemde het ras eerst Ingense Vuuroog, maar later veranderde de naam naar het Franse havana.